# LATAM Chile
LATAM Chile  — одна з найбільших авіакомпаній Південної Америки, що базується в Сантьяго, Чилі. У флот авіакомпанії, станом на березень 2007 року, входять 77 літаків. До червня 2004 року називалася LAN Chile. До травня 2016 року називалася LAN Airlines. 5 травня 2016 в результаті ребрендингу у зв'язку зі злиттям з TAM Airlines отримала назву LATAM Chile. Заснована 5 березня 1929 року
в Сантьяго. Обслуговує маршрути всередині країни, в Латинській Америці, а також рейси в Австралію і Океанію, США і Європу. Єдина авіакомпанія, що здійснює рейси на острів Пасхи. Авіакомпанія входить до альянсу Oneworld.

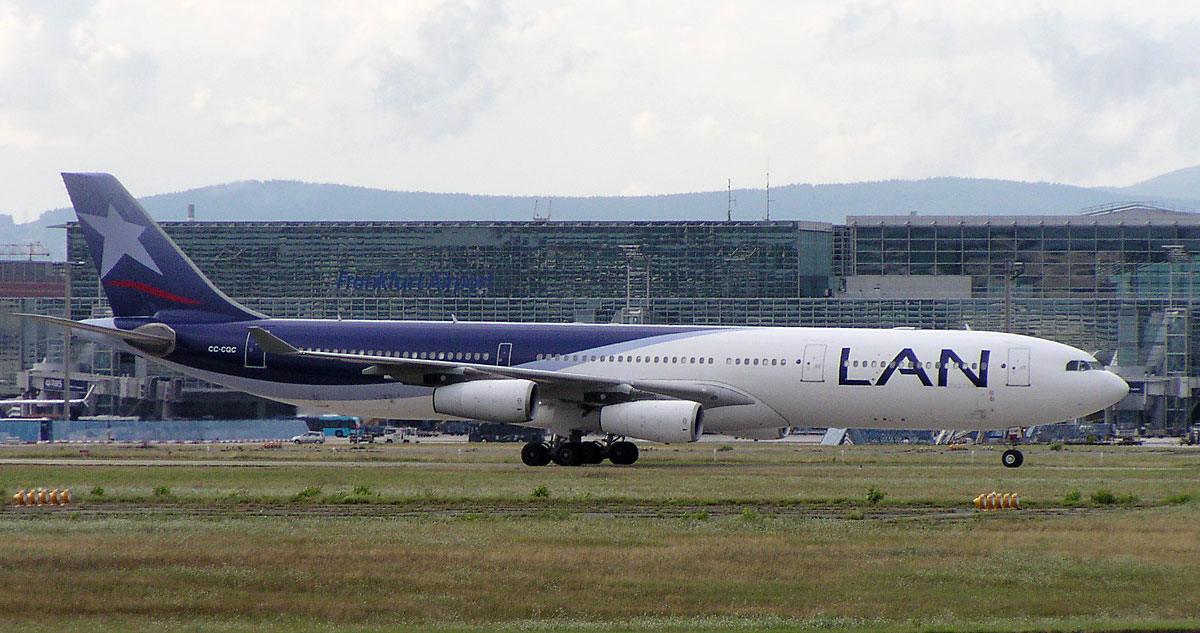
Airbus A340 авіакомпанії LAN Airlines

Старий логотип авіакомпанії

## Історія
Авіакомпанія була утворена командувачем чилійськими військово-повітряними силами Артуром Меріно Бенетсом і почала свою операційну діяльність 5 березня 1929 року під назвою Línea Aeropostal Santiago-Arica. А в 1932 році, назву було змінено на Línea Aérea Nacional de Chile (LAN Chile). Довгий час LAN Airlines залишалася державною компанією, поки в 1989 році уряд Чилі не ухвалив рішення про її продаж корпорації Icorosan і Scandinavian Airlines System.
Дозвіл антимонопольних органів Чилі дозволило LAN Chile викупити 99 % відсотків акцій другої за розміром чилійської авіакомпанії Ladeco. У березні 2004 Lan Chile та його залежні компанії LAN Perú, LAN Ecuador, LAN Dominicana і LANExpress об'єдналися під єдиним брендом LAN. 17 червня 2004 року LAN Chile змінила свою назву на LAN Airlines, що було невід'ємною частиною ребрендингу компанії. В середині 2005 LAN відкрила дочірню компанію в Аргентині, яка стала виконувати внутрішні і міжнародні рейси з Буенос-Айреса. У серпні 2006 компанія об'єднала свій перший і бізнес класи, в єдиний клас — Premium Business. У 2008 році компанія посіла третє місце серед кращих авіакомпаній світу і перше серед компаній Латинської Америки. У жовтні 2010 року було оголошено про купівлю компанією LAN Airlines невеликий колумбійської авіакомпанії Aires (флот — 23 літака) за 32,5 мільйона доларів.

## Авіапарк
На листопад 2016 року авіапарк авіакомпанії складається з таких літаків: